# شتيفن فيهت
شتيفن فيهت (بالألمانية: Steffen Fäth) مواليد 4 أبريل 1990 في فرانكفورت، هو لاعب كرة يد ألماني يلعب كظهير أيسر. يلعب حاليا مع نادي فتسلار لكرة اليد ويحمل الرقم 23. مثل منتخب ألمانيا لكرة اليد.

## سجل المنافسة
شارك في البطولات التالية:
- بطولة أوروبا لكرة اليد للرجال 2016

## الإنجازات
- بطولة أوروبا لكرة اليد للرجال:
  -  ذهبية: بطولة أوروبا لكرة اليد للرجال 2016

## روابط خارجية
- شتيفن فيهت على موقع الاتحاد الأوروبي لكرة اليد (الإنجليزية)
- شتيفن فيهت على موقع الدوري الألماني لكرة اليد (الألمانية)
- شتيفن فيهت على موقع أوليمبيديا (الإنجليزية)
- شتيفن فيهت على موقع اللجنة الأولمبية الألمانية (الألمانية)